# Kochinda
Kochinda è una città dell'India di 13.584 abitanti, situata nel distretto di Sambalpur, nello stato federato dell'Orissa. In base al numero di abitanti la città rientra nella classe IV (da 10.000 a 19.999 persone).

## Geografia fisica
La città è situata a 21° 46' 01 N e 84° 21' 17 E.

## Società

### Evoluzione demografica
Al censimento del 2001 la popolazione di Kochinda assommava a 13.584 persone, delle quali 6.959 maschi e 6.625 femmine. I bambini di età inferiore o uguale ai sei anni assommavano a 1.641, dei quali 845 maschi e 796 femmine. Infine, coloro che erano in grado di saper almeno leggere e scrivere erano 8.963, dei quali 4.960 maschi e 4.003 femmine.